# Heriades microstictus
Heriades microstictus är en biart som beskrevs av Cockerell 1936. Heriades microstictus ingår i släktet väggbin, och familjen buksamlarbin. Inga underarter finns listade i Catalogue of Life.